# Gagrella turki
Gagrella turki is een hooiwagen uit de familie Sclerosomatidae.